# 悦木之源
悦木之源(英語：Origins)是一家美国化妆品公司。雅诗兰黛公司旗下品牌。

## 历史

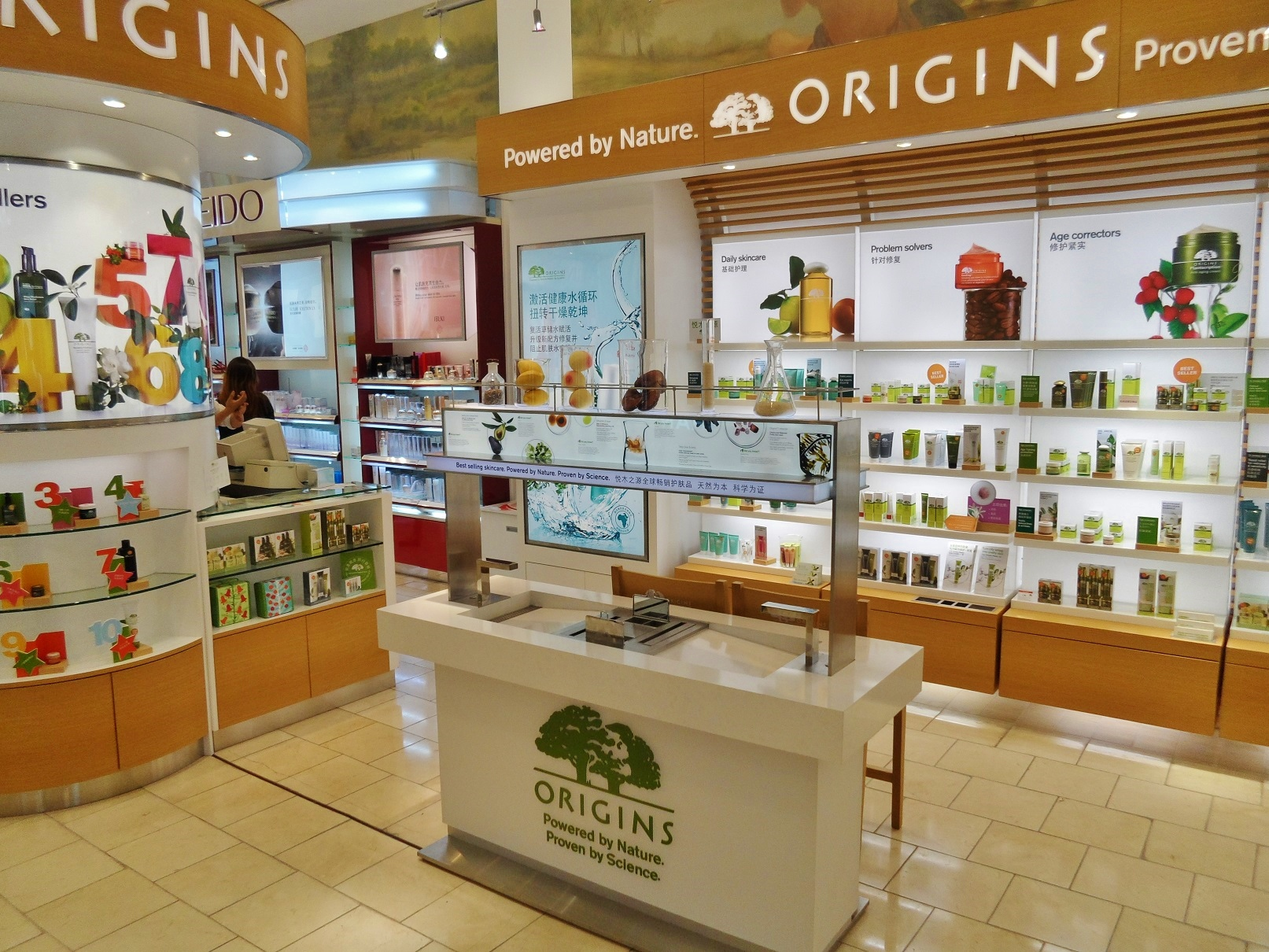
新西兰奥克兰的专柜

1990年由美国企业家雅诗·兰黛 (人物)孙子威廉·兰黛创建于美国纽约，1991年第一家實體門市在马萨诸塞州剑桥市的哈佛广场开业。同年进入欧洲市场，1991年在丹麦开设专柜，1992年在德国开设专柜，1995年在英国开设专柜。2014年8月25日入驻天猫平台。